# محمد سرنجی
محمد سرنجی (زاده ۱۳۶۴ کاشان) یک بازیکن گلبال اهل ایران است.

## افتخارات
- نشان طلایبازی‌های پاراآسیایی ۲۰۱۴ به میزبانی اینچئون، کره جنوبی[۲][۳][۴]